# Relu Marin
Aurelian Marin (n. 6 mai 1968, Găești, județul Dâmbovița), mai cunoscut ca Relu Marin, este un claviaturist român de muzică rock, colaborator al formației Iris începând din anul 2002 și membru deplin din 2006. După scindarea din 2017 a formulei clasice Iris, continuă să activeze cu aripa Iris Nelu Dumitrescu.

## Activitate muzicală
Relu Marin își începe activitatea în rock-ul românesc la mijlocul anilor 1990, cântând în câteva formații bucureștene din acea perioadă: Eden, Ora Exactă, Adi Manolovici Group, No Smoking. La Eden, este coleg în 1996 cu Tică Alexe (solist vocal), Adi Manolovici (chitară), Ștefan Iuga (bas) și Nicu Georoiu (baterie). În paralel, cântă în grupul pop rock Ora Exactă, contribuind în calitate de claviaturist, compozitor și textier la realizarea albumului Gustă ce vezi! (1996, publicat trei ani mai târziu de casa de discuri MediaPro Music). Anul 1997 îl găsește pe muzician integrat în Adi Manolovici Group, alături de Adi Manolovici (chitară), Costi Sandu (vocal), Răzvan Voiculeanu (bas) și Nicu Georoiu (baterie). Împreună realizează albumul Party Demo Tape 1997, unde Relu Marin susține partiturile de clape. În 1998 cântă cu No Smoking, grup condus de basistul compozitor Virgil Popescu, din care mai fac parte Cezar Zavate (chitară) și Valeriu Neamțu „Gălăgie” (baterie). No Smoking funcționează mai mult ca trupă de acompaniament pentru Luminița Anghel, mai târziu și pentru Paula Seling.
După 2000, Relu Marin se alătură grupului Sfera, înființat de fostul său coleg din Eden, solistul Tică Alexe, și din care mai fac parte Cezar Zavate și Costin Dumitrache. Lucrează mai mult ca muzician de studio și inginer de sunet la studioul de înregistrare „Sfera”, colaborând, printre alții, cu Vasile Șeicaru (pentru discul Până seara voi veni, 2003) și cu grupul de muzică electronică/ambient Abis (la albumul 06.10.2005). În martie 2002 are primul contact cu membrii trupei Iris – Cristi Minculescu, Valter Popa, Doru Borobeică, Nelu Dumitrescu – aceștia intrând în studioul „Sfera” pentru a înregistra albumul Mătase albă. Imprimările durează până în luna august, iar Relu Marin trage părțile de claviaturi și face una din vocile adiționale. În iunie, Iris lansează maxi-single-ul Da, da, eu știu! ce conține melodia omonimă și o nouă variantă pentru „Lumina zilei”, ambele extrase de pe viitorul album. Acestea sunt primele piese Iris la care colaborează Relu Marin. La 27 septembrie 2002, pe Aeroportul Băneasa are loc spectacolul „Iris 25 de ani—Mătase albă”, Iris aniversând un sfert de veac de existență, concomitent cu lansarea noului album, iar Relu Marin participă în calitate de colaborator la claviaturi. Acesta este primul concert cu Iris al muzicianului, care rememorează momentul: „Eu am crescut practic cu formația Iris, am avut o educație muzicală spre rock. Nu m-am gândit niciodată că o să ajung să cânt cu ei, darămite să fac parte din formația Iris. Primul concert cu formația a fost «Iris 25 de ani» și, practic, am avut un șoc. Este cea mai frumoasă amintire a mea vizavi de trupa Iris. Mai ales că au fost invitați și cei de la Uriah Heep. Am avut de învățat în jur de 30 de piese. Aveam niște partituri scrise pe care le țineam alături, pe una dintre clape. Mai bătea vântul, mai zbura câte o foaie... Era și emoția, tensiunea, niciodată nu mai cântasem în fața a peste 10.000 de fani.” În următorii ani, Relu Marin îi însoțește pe cei patru membri Iris în toate concertele, susținând partitura de claviaturi și devenind colaborator permanent.
În decembrie 2005 este lansat pe piață Iris Maxima, al doilea album tras cu Relu Marin și primul din catalogul longevivei trupe în care aportul claviaturilor în orchestrarea pieselor este cel puțin la fel de important ca cel al chitarei. Mai mult, muzicianul contribuie și în calitate de compozitor (alături de ceilalți membri). În 2006, în perioada de promovare a discului, Relu Marin devine „al cincilea Iris” – component cu drepturi depline. Pentru Iris, cu Relu integrat în formație, urmează noi materiale discografice: dublul album aniversar Cei ce vor fi (2007), DVD-ul live Iris Aeterna – Dăruind vei dobândi (2010), compact discurile 12 porți (2010) și O lume doar a lor – 35 de ani (2012). Pe acestea se găsesc și două solouri de instrumente cu clape:
- „Suflet în miniatură” — pe albumul Cei ce vor fi (2007), înregistrare de studio, solo de clavecin.
- „Povestea unui fulg” — pe DVD-ul Iris Aeterna – Dăruind vei dobândi (2010), înregistrare live la Sala Polivalentă, București, 8 octombrie 2009.

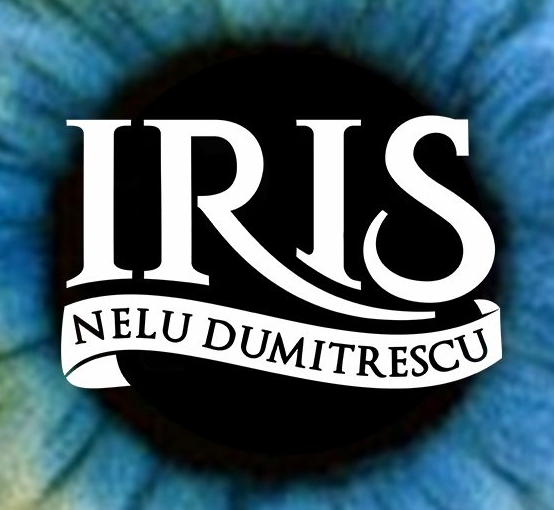
Sigla formației Iris Nelu Dumitrescu

La sfârșitul lunii august 2017, trei vechi componenți Iris, solistul Cristi Minculescu, chitaristul Valter Popa și basistul Doru Borobeică (Boro), părăsesc formația. În acest context, bateristul Nelu Dumitrescu anunță că grupul își va continua activitatea sub numele de Iris, dar într-o componență diferită în care, alături de el și de Relu Marin, vor cânta muzicieni noi: vocalistul Costi Sandu (fost coleg cu Relu în Adi Manolovici Group), basistul George Costinescu, chitaristul Alin Moise, Cristi Dumitrescu (fiul lui Nelu) și Nuțu Olteanu (membru fondator Iris în 1977). În octombrie 2018 apare albumul Lumea toată e un circ la care Relu Marin este coproducător muzical (împreună cu Nelu Dumitrescu) și se implică în partea de compoziție. De asemenea, este autorul textului piesei „Amintiri de clovn” și coautor (cu George Costinescu) al textului pentru „Poveste fără sfârșit”.
La începutul lunii iulie 2020 se finalizează procesul dintre Minculescu, Borobeică și Valter Popa (pe de o parte) și Nelu Dumitrescu (de cealaltă parte) privitor la folosirea mărcii Iris. Conform înțelegerii, fiecare dintre părți are dreptul să folosească marca Iris: una dintre trupe va activa sub numele de Iris Cristi Minculescu, Valter & Boro, iar cealaltă sub denumirea de Iris Nelu Dumitrescu. Relu Marin continuă alături de trupa lui Nelu Dumitrescu, cu care lansează single-ul „Un alt format” (17 iulie 2020).

## Distincții
Pe 5 octombrie 2007, într-o ceremonie desfășurată la Palatul Cotroceni, Relu Marin, împreună cu ceilalți patru membri ai trupei Iris, au fost decorați de Traian Băsescu, președintele României, cu Ordinul „Meritul Cultural” în grad de Cavaler „pentru contribuția adusă timp de 30 de ani la promovarea muzicii rock”. A fost pentru prima dată când în România șeful statului a acordat o astfel de decorație unei formații de muzică rock.